# Неолінгвістика
Неолінгві́стика — опозиційний до молодограматизму напрям, який трактував мову з позицій ідеалізму й естетизму. Виник у 20-х рр. 20 ст. в Італії.

## Принципи й методи дослідження
Принципи й методи неолінгвістики викладено в «Короткому нарисі неолінгвістики» Бартолі та Бертоні (1925), а також у «Вступі до неолінгвістики Бартолі» (1925) і в праці пізнішого представника цього
напряму Бонфанте «Позиція неолінгвістики» (1947).
Пояснюючи назву нової школи, Бартолі
протиставляє її молодограматизму: молодограматики досліджували тільки
граматику, а неолінгвісти хочуть бути лінгвістами, тобто вивчати всі
мовні проблеми.
Неолінгвістика — еклектичний напрям. її принципи ґрунтуються на ідеях
Гумбольдта, Кроче, Фосслера і Шухардта. Услід за Гумбольдтом і Кроче
неолінгвісти розглядають мову як духовну діяльність і художню творчість, вважаючи її продуктом естетичної творчості індивідів. Як і Фосслер, підкреслюють, що «будь-яка мовна зміна має індивідуальне походження;
спочатку це вільна творчість людини, яка імітується й асимілюється (але
не копіюється!) другою людиною, потім третьою, поки не пошириться на
більш чи менш значній території. Ця творчість може бути більш чи менш
сильною, мати більшу чи меншу здатність до збереження чи поширення
відповідно до творчої сили індивіда, його соціального впливу, літературної репутації тощо. Новотвори короля мають кращі шанси, ніж
новотвори селянина».
По суті фосслерівським є розуміння неолінгвістами мови як «вираження
естетичної творчості». Поширення новотворів у мові, на їхню думку, ґрунтується, як і в мистецтві, на естетичному відборі. Цим пояснюється
те, що неолінгвісти не сприймали вивчення мови в суто лінгвістичних
категоріях, яке було характерним для молодограматиків, і акцентували на
зв'язку мовознавства з історією, літературознавством, культурологією.
Неолінгвісти виступили проти методики дослідження і загальнотеоретичних
положень молодограматиків. Вони звинувачували молодограматиків у
вузькості проблематики і догматизмі (збирали матеріал і складали
довідкові посібники, не було в них живої ідеї). На думку неолінгвістів, мову слід не тільки описувати, а необхідно глибоко проникати в її суть, пояснювати її функціонування й розвиток.
Усупереч молодограматикам неолінгвісти заперечували регулярність мовних
змін. «Усе в мові, — твердить Бонфанте, — регулярне, як і в житті, бо
існує. І водночас усе нерегулярне, тому що умови існування явища різні».
Критикували молодограматиків і за те, що вони втискували в прокрустове
ложе відносно простих законів і методів опису таке складне явище, як
мова, яка для них існувала окремо від людини.
Не погоджувалися неолінгвісти з членуванням мови молодограматиками на
фонетику, морфологію й синтаксис: люди говорять реченнями, а не
фонемами, морфемами, синтагмами.
Критикуючи молодограматиків за спрощення й схематизацію, за неувагу до
«людського чинника», нехтування індивідуальною творчістю, проведення
дискретних меж щодо безперервних процесів, прагнення відокремити
лінгвістику від інших наук, неолінгвісти натомість нічого не
запропонували, крім суто індивідуального розгляду історії окремих мовних
фактів.
Закликаючи мовознавців розкривати складність мовного розвитку і
враховувати у вивченні мови конкретні умови її розвитку, неолінгвісти
насправді обмежувалися лише географічним чинником, тобто розглядали мову
передусім з погляду територіального поширення певних явищ. Бартолі
навіть назвав свій напрям просторовою лінгвістикою.
Основним методом дослідження мови неолінгвісти вважали встановлення
ізоглос, тобто ліній на карті, які показують межі поширення мовних явищ.
Виходячи з цього, вони визначають мову як механічну сукупність ізоглос.
Мовні інновації розглядають у трьох аспектах: 1) їх вік; 2) місце появи;
3) причини виникнення.
За допомогою даних просторової лінгвістики неолінгвісти роблять спроби
вийти за межі мовної сім'ї і встановити зв'язки між індоєвропейськими
мовами та іншими мовними родинами. На відміну від молодограматиків, які
проповідували теорію полігенезу мов (походження мов світу від декількох
прамов), неолінгвісти, особливо А. Тромбетті, підтримували теорію моногенезу, тобто походження всіх мов світу від одного предка.
Услід за Шухардтом неолінгвісти вказували на умовність меж між мовами та
діалектами. Бартолі, зокрема, говорив про лінгвальну безперервність, до
якої належать індоєвропейські, уральські, семітські мови. Це положення
ґрунтується на теорії хвиль Шмідта й теорії змішування мов Шухардта.
За переконанням неолінгвістів, усі мови світу є змішаними. Так, французька мова є результатом змішування латинської й германської, іспанська — латинської й арабської, італійська — латинської, грецької й
оскоумбрської, румунська — латинської та слов'янської, чеська — слов'янської та німецької, болгарська — слов'янської та грецької, російська — слов'янської та фінно-угорської. Таким чином, у реальності
маємо справу не зі спорідненістю, а зі свояцтвом, тобто родиною не за
спільним походженням, а за результатом контактування, схрещення.
Унаслідок тривалого контактування, взаємовпливу можуть виникати мовні союзи — особливі типи ареально-історичної спільності мов, які
характеризуються певною кількістю спільних структурних і матеріальних
ознак.
З концепцією змішування мов пов'язана неолінгвістична теорія субстрату,
суперстрату й адстрату (див. тему «Мова та історія»).
Отже, неолінгвісти на противагу молодограматикам, які вивчали мову в
діахронії, наголошували на синхронно-діахронній взаємодії різних мовних
фактів, досліджували живі реальні діалекти, удосконалили методику
лінгвістичної географії, пов'язали її з проблемами
порівняльно-історичного мовознавства. Особливо цінним є їх внесок в
етимологію (наприклад, праця Пізані «Етимологія»).

### Представники
Представниками є італійські вчені:
- Maттeo Бартолі (1873—1946),
- Джуліо Бертоні (1878—1942),
- Вітторе Пізані (1899—1990),
- Джуліано Бонфанте (1904—1987).

#### Недоліки неолінгвістики
Недоліками неолінгвістики є:
- захоплення екстралінгвальними фактами,
- недооцінка системно-структурних властивостей мови,
- розуміння мови як абстракції (реальністю вважали мову окремої людини, а національну мову — такою абстракцією, як, скажімо, поняття середньої людини).